# Franco Jara
Franco Daniel Jara (Villa María, 15 luglio 1988) è un calciatore argentino, attaccante del Belgrano.

## Carriera
Dopo 5 anni al Pachuca, il 16 giugno 2020, firma un pre contratto con il FC Dallas.

## Palmarès

### Club

#### Competizioni nazionali
- Coppa di Lega portoghese: 1

Benfica: 2010-2011
- Supercoppa di Portogallo: 1

Benfica: 2014
- Campionato greco: 1

Olympiakos: 2014-2015
- Coppa di Grecia: 1

Olympiakos: 2014-2015
- Campionato messicano: 1

Pachuca: Clausura 2016

#### Competizioni internazionali
- Coppa Suruga Bank: 1

Arsenal Sarandí: 2008
- CONCACAF Champions League: 1

Pachuca: 2016-2017

### Individuale
- Capocannoniere del Campionato argentino: 1

2024 (13 reti)